# Krijgsolifant

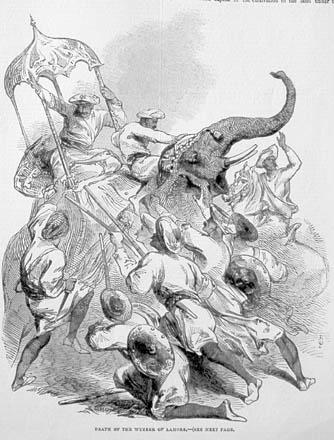
De dikke huid van de olifant beschermt hem tegen verwondingen. De hoge positie van de ruiter geeft een uitstekend uitzicht, maar maakt hem een duidelijk zichtbaar doel. Illustrated London News 1845.

Krijgsolifanten werden in de oudheid en middeleeuwen toegepast als wapen. Ze dienden om in de charge de vijand te vertrappen en de vijandelijke rangen te breken. Ze werden voor het eerst toegepast in India, waar het korps der olifanten een van de vier klassieke takken vormde van het Indiase leger.
In de Hellenistische periode gebruikten de diadochen krijgsolifanten tegen aanvallen van cavalerie. Het hoogtepunt vormde de Slag bij Ipsos in 301 v.Chr., waar Antigonus 75 krijgsolifanten inzette en Seleucus zelfs 400. Het bekendst is hun inzet in het Westen door de legers van Carthago, in het bijzonder door Hannibal, die de olifanten in zijn leger door Spanje en over de Pyreneeën en de Alpen meenam naar Italië, waar hij jarenlang campagne voerde tegen Rome. Gaandeweg verloor de olifant zijn overwicht in het gevecht door nieuwe tactieken en wapens als de bijl en als gevolg van het verminderde contact tussen de westerse wereld en het Oosten na het jaar 1000. Het kanon maakte een einde aan de olifant als krijgsdier, zodat alleen zijn rol in de genie en als lastdier overbleef.
Vaak wordt aangenomen dat alleen mannetjesolifanten als krijgsdier werden ingezet, aangezien deze over het algemeen agressiever zijn dan vrouwtjes, maar dit was niet het geval.

## Geschiedenis

### Oudheid

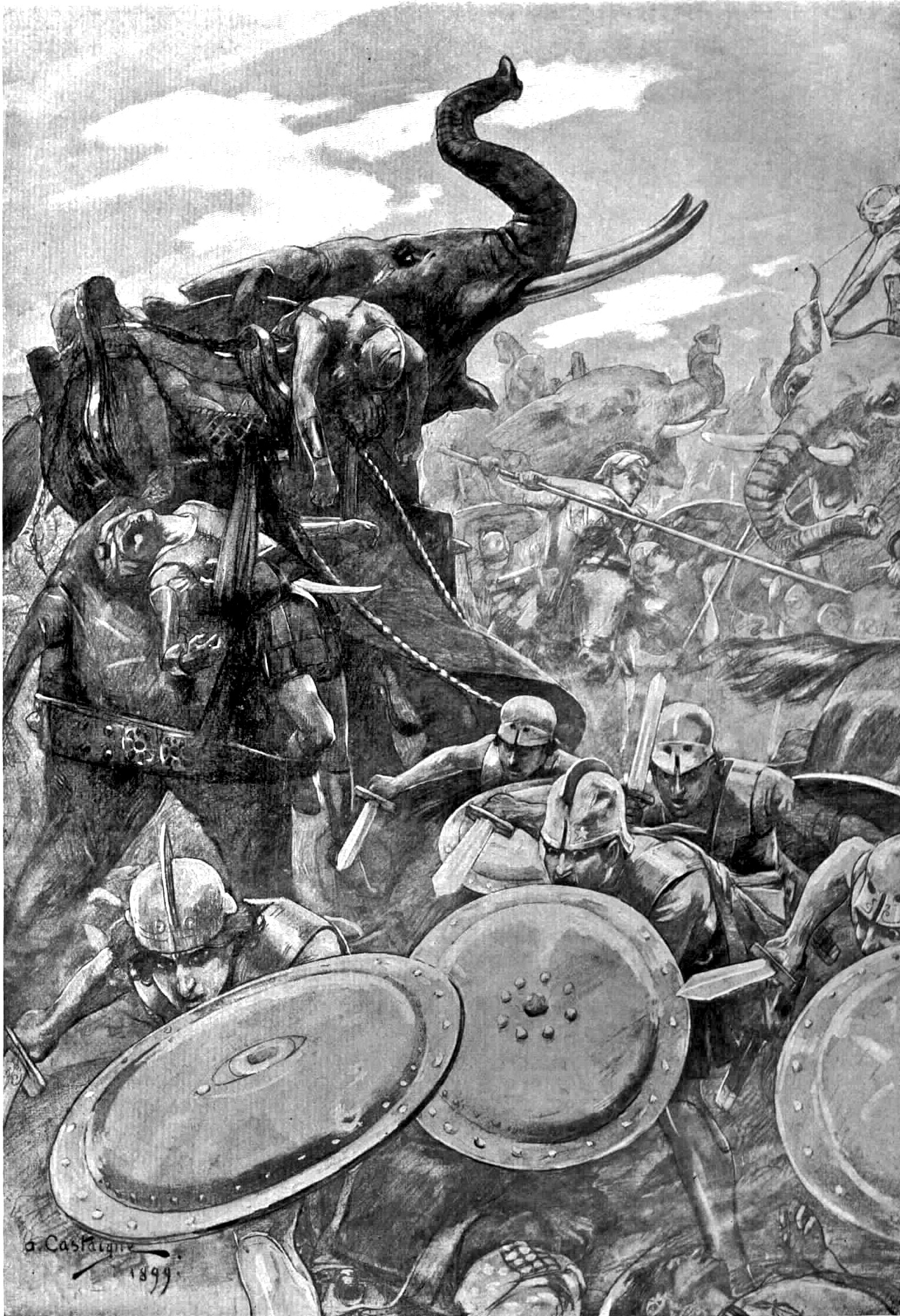
Olifanten aangevallen door een falanx in de Slag bij de Hydaspes (326 v.Chr.) door André Castaigne (1898-1899).

Mogelijk werden olifanten ongeveer 4500 jaar geleden voor het eerst getemd, tijdens de Indusbeschaving. Dit hield echter geen volledige domesticatie in, omdat de olifanten nog steeds in het wild gevangen werden. De eerste soort die ten behoeve van de landbouw getemd werd was de Aziatische olifant. Een 4500 jaar oud reliëf uit Mesopotamië vormt het oudste bewijs voor het bestaan van tamme olifanten. In die tijd leefden er ook nog populaties wilde olifanten in het China van de Shang-dynastie, ten noorden van de Gele Rivier, waar ook olifanten getemd werden.
Tamme olifanten werden dus in minstens drie oude beschavingen ingezet in de landbouw en als lastdier. De vroegst bekende militaire toepassing van olifanten dateert van circa 1100 v.Chr. in Vedisch India, zoals beschreven in verscheidene Vedische hymnen uit die tijd. Mogelijk zijn er in Mesopotamië en in het China van de Shang-dynastie al olifanten voor militaire doeleinden gebruikt, misschien al rond 1500 v.Chr.
De olifantenpopulatie in Mesopotamië en China onderging, anders dan in India, een dramatische achteruitgang als gevolg van ontbossing en overbevolking. Tegen 850 v.Chr. waren de Mesopotamische olifanten uitgestorven. Rond 500 v.Chr. was het aantal olifanten in China sterk afgenomen. Bovendien kwamen ze alleen nog ten zuiden van de Gele Rivier voor, zodat ze niet veel meer gebruikt werden.

#### Slag bij Gaugamela 331 v.Chr.
Vanuit India verspreidden militaire doctrines over het gebruik van krijgsolifanten zich naar het Perzische Rijk, waar olifanten in verscheidene veldslagen als krijgsdier ingezet werden. De slag bij Gaugamela tegen Alexander de Grote (1 oktober 331 v.Chr.) was waarschijnlijk de eerste keer dat een Europees leger werd geconfronteerd met krijgsolifanten. De vijftien olifanten in het midden van de Perzische linie beangstigden de Macedonische troepen zozeer dat Alexander zich genoodzaakt voelde de avond voor de veldslag een offer te brengen aan Phobos, de god van de angst. De slag bij Gaugamela werd vervolgens ondanks de Perzische krijgsolifanten een grote overwinning voor Alexander. Door tactische fouten van de Perzische generaals werd de slag beslist door gevechten op de flanken. De Macedonische koning nam na zijn verovering van Perzië een aantal van de dieren in zijn leger op. Vijf jaar later, in de slag bij de Hydaspes tegen de Indische koning Poros, wist Alexander al hoe hij om moest gaan met de olifanten, ook al had hij er toen zelf geen tot zijn beschikking. Alexander liet zijn mannen met speren naar de ogen van de olifanten steken, waardoor de dieren op hol sloegen en de eigen rangen vertrapten. Porus, die heerste over de Punjab, bracht 85 olifanten in de strijd, wat een grote uitdaging betekende voor Alexander. Alexander versloeg Porus, maar sloot daarna een verdrag met hem.
In diezelfde tijd had het koninkrijk Magadha in de Gangesvlakte 6000 krijgsolifanten. Keizer Chandragupta Maurya zou dit aantal later tot 9000 uitbreiden, vele malen meer dan de Perzen en Grieken hadden. Dit ontmoedigde de mannen van Alexander, die daardoor werd weerhouden van de verdere verovering van India.
Later sloot Seleucus I Nicator een verdrag met Chandragupta Maurya, waarbij hij gebied afstond en zijn dochter uithuwelijkte en in ruil 500 krijgsolifanten kreeg.
In de Slag bij Magnesia in 190 v.Chr. versloegen de Romeinse legioenen de Macedoniërs met hun krijgsolifanten. Het vredesverdrag van Apamea bepaalde dat alle krijgsolifanten geslacht moesten worden.

#### Soorten krijgsolifanten
De toepassing van olifanten als krijgsdier verspreidde zich gaandeweg over de hele wereld. De diadochen gebruikten honderden Indische olifanten in hun oorlogen. De Ptolemaeën en de Carthagers begonnen met het temmen van de Afrikaanse olifant voor hetzelfde doel, zoals ook de Numidiërs en de Koesjieten. Zij gebruikten hiervoor een (onder)soort van de bosolifant, namelijk de nu uitgestorven Noord-Afrikaanse variant. Deze olifantensoort is waarschijnlijk uitgestorven als gevolg van overexploitatie. De soort was kleiner dan de Aziatische olifant die in gebruik was bij de Seleuciden, maar was vaak te bang om het gevecht aan te gaan. De Afrikaanse savanneolifant, die groter was dan de Afrikaanse bosolifant en de Aziatische olifant, bleek zeer moeilijk te temmen voor krijgstoepassing. Deze olifant werd daarom weinig gebruikt als krijgsdier. De olifanten die 217 v.Chr. door de Ptolemeïsche Egyptenaren gebruikt werden bij de slag bij Raphia waren kleiner dan de Indische olifanten van de Syrische vijand, maar koning Antiochus III van Syrië leed niettemin de nederlaag.

#### Ceylon
De geschiedenis van Sri Lanka geeft voorbeelden van het gebruik van olifanten als rijdier voor koningen die hun troepen aanvoeren op weg naar het gevecht. koning Dutthagamani (200 v.Chr.) reed op de olifant Kandula en koning Elahara op Maha Pabbata tijdens hun historische ontmoeting op het slagveld.
De Romeinse schrijver Plinius de Oudere (45 n.Chr.) laat Megasthenes een zekere Onesicritus nazeggen dat Sri Lankaanse olifanten groter, woester en dus beter geschikt waren voor de oorlogsvoering dan andere. Daardoor werd de olifant een lucratief exportproduct van Sri Lanka. In vredestijd was executie door olifant, een manier om de doodstraf te voltrekken, uitsluitend voorbehouden aan verraders en wegens hoogverraad tegen de staat of het koningshuis.

#### Carthago en Rome

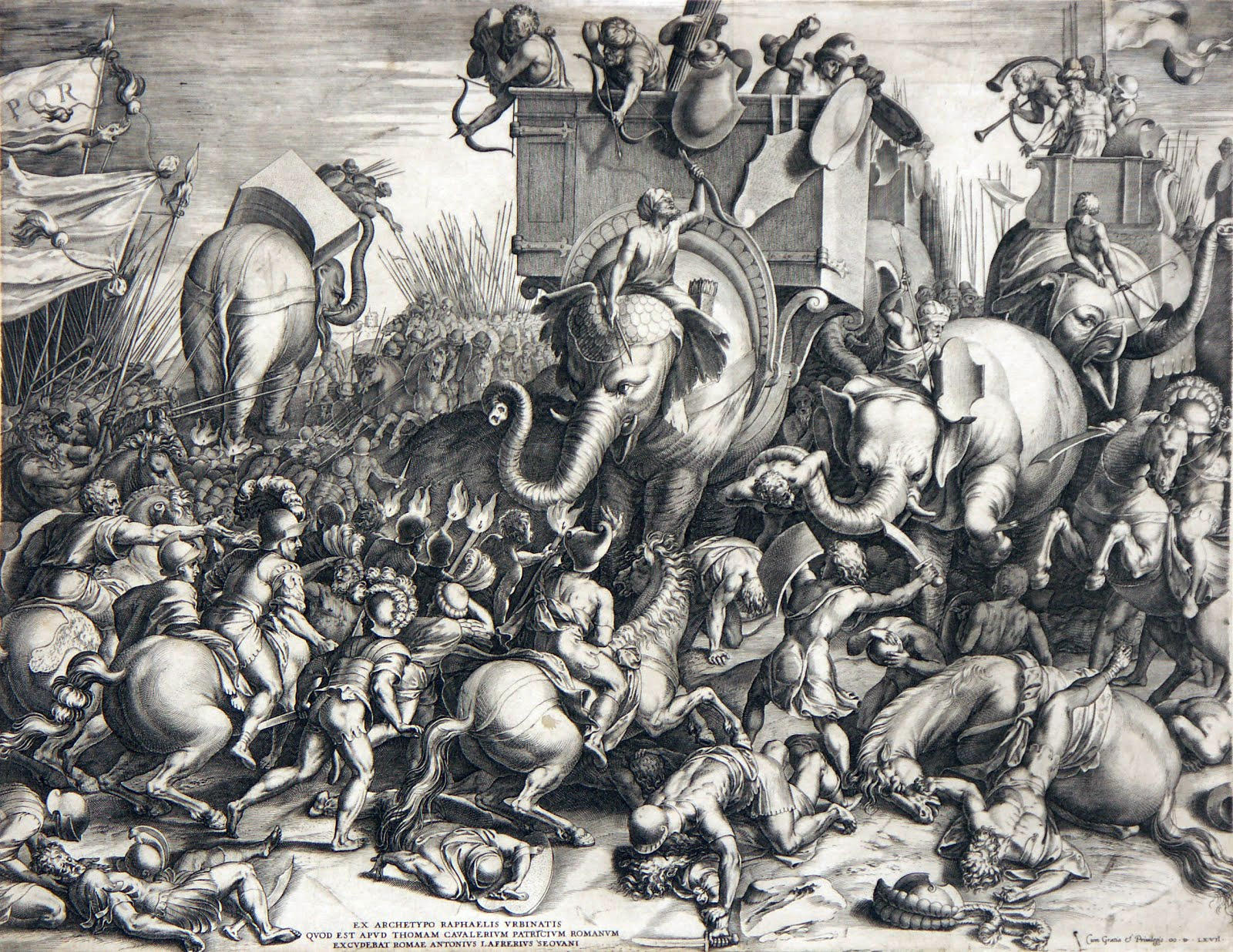
De slag bij Zama door Cornelis Cort (1567) toont Hannibals olifanten.

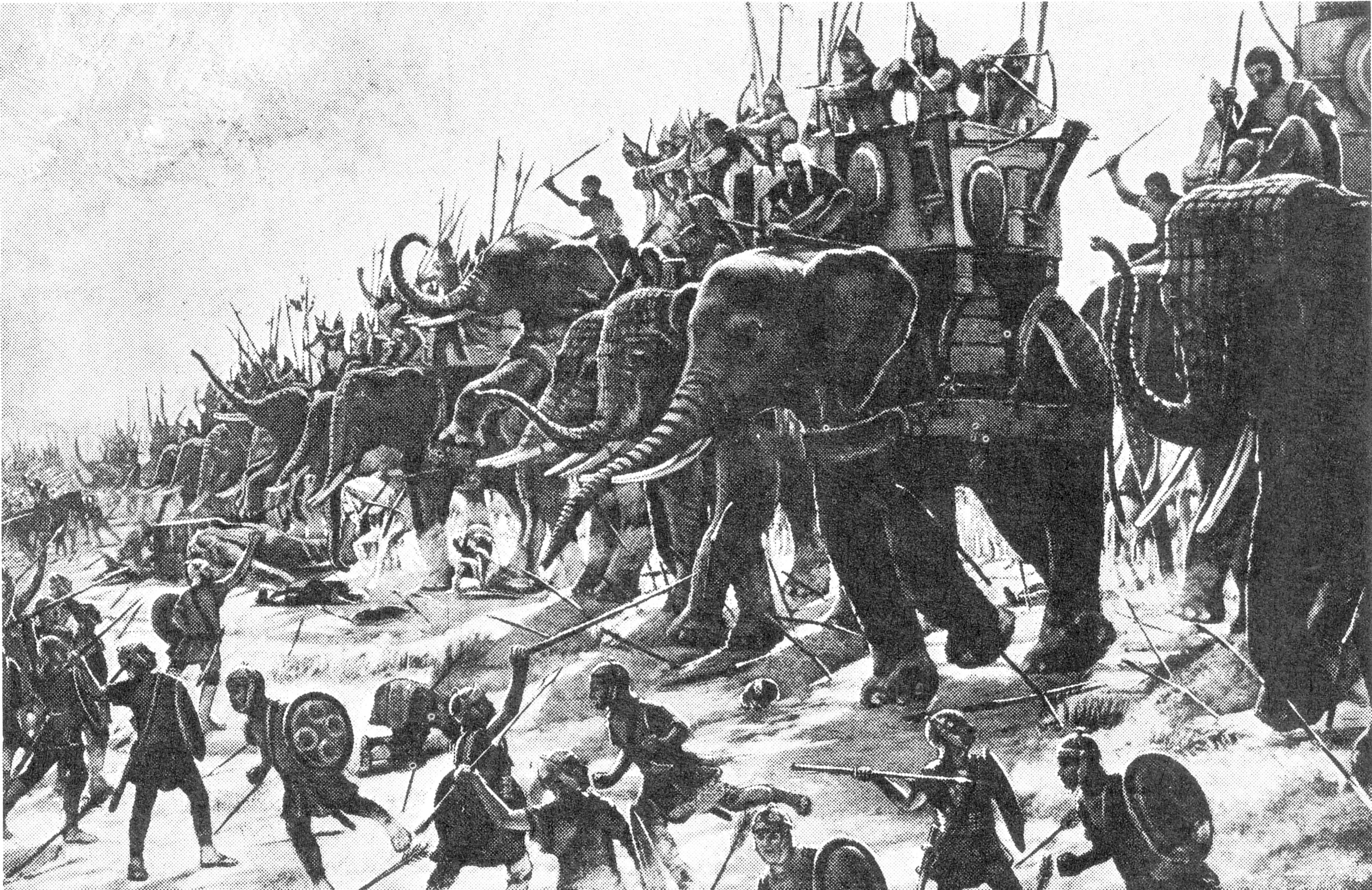
De Slag bij Zama, een schilderij uit 1890 van Henri-Paul Motte (1846-1922)

In de hieropvolgende eeuwen werden krijgsolifanten voornamelijk door Carthago gebruikt tegen het Romeinse Rijk. Van de slag bij Heraclea in 280 v.Chr. tijdens de Pyrrhische oorlog tot de beroemde mars over de Alpen door Hannibal tijdens de Tweede Punische Oorlog joegen krijgsolifanten de Romeinse legioenen angst aan. Net als Alexander ontwikkelden de Romeinen goede tactieken om met de gevaarlijke charge van de olifanten om te gaan. In de laatste slag van Hannibal, de slag bij Zama in 202 v.Chr., had de charge van de olifanten weinig effect, omdat de Romeinse manipel eenvoudigweg opzij stapte om de olifanten door te laten. Meer dan een eeuw later, in de slag bij Thapsus in 46 v.Chr. bewapende Julius Caesar zijn vijfde legioen met strijdbijlen en gaf het bevel om op de poten van de olifanten in te hakken. Het legioen weerstond de aanval en de olifant werd zijn symbool. Thapsus was de laatste belangrijke toepassing van de olifant in het Westen.

#### Krijgsvarken
Een naar verluidt effectieve manier om krijgsolifanten te bestrijden was het krijgsvarken. Plinius de Oudere schrijft dat "olifanten bang zijn voor zelfs het kleinste gilletje van een varken" (VIII, 1.27). Een beleg van Megara tijdens de Diadochenoorlog werd gebroken toen de Megariërs brandende olie over een kudde varkens uitgoten en hen in de richting van de kudde olifanten van de vijand joegen. De olifanten sloegen uit angst voor de brandende, krijsende varkens op hol.

#### Parthen

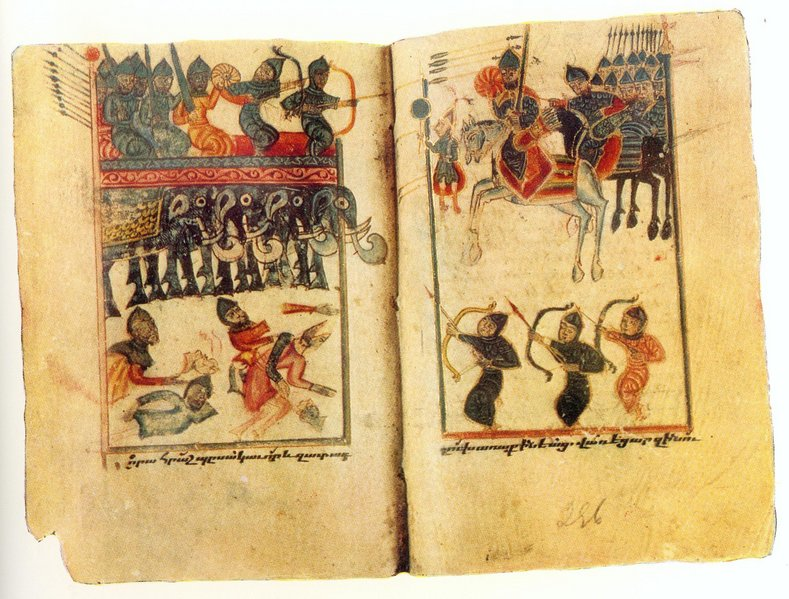
Een middeleeuwse Armeense miniatuur met een weergave van de Sassanidisch Perzische krijgsolifanten in de slag bij Vartanantz in 451. Illustratie door Karapet Berkretsi 1482.

De Perzische dynastie van de Parthen gebruikte af en toe krijgsolifanten in hun gevechten tegen het Romeinse rijk, maar ze waren van veel groter belang voor het leger van de volgende Perzische dynastie, de Sassaniden. Deze gebruikten de dieren in hun vele campagnes tegen vijanden uit het westen. Een van de gedenkwaardigste is de slag bij Vartanantz, waar de Sassanidische olifanten Armeense rebellen versloegen. Een ander voorbeeld is de slag bij al-Qādisiyyah, waar de olifanten in groten getale gebruikt werden in het leger van de Sassaniden.

### Middeleeuwen

#### Europa

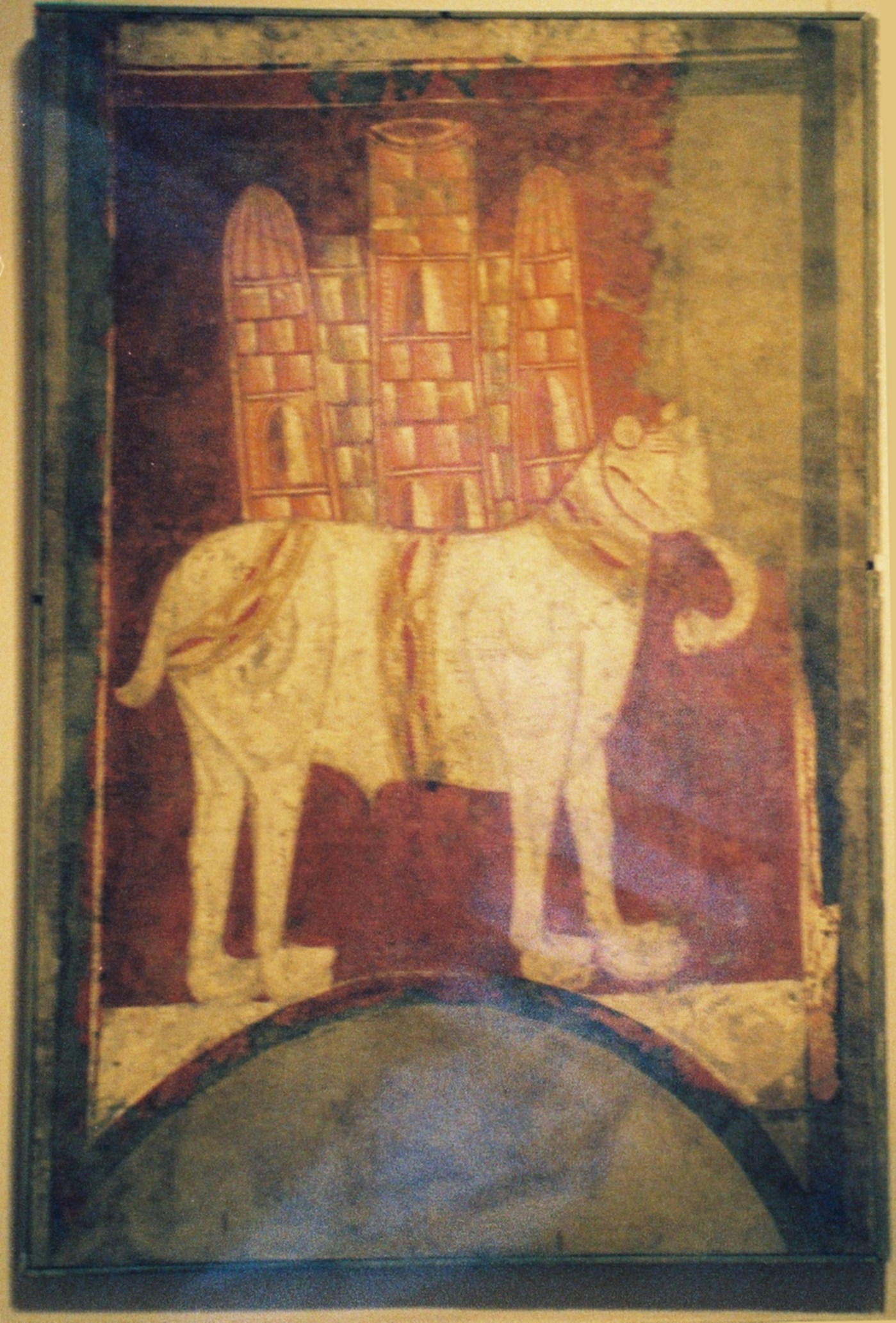
Fresco van een krijgsolifant. Spanje, San Baudelio, 11e eeuw.

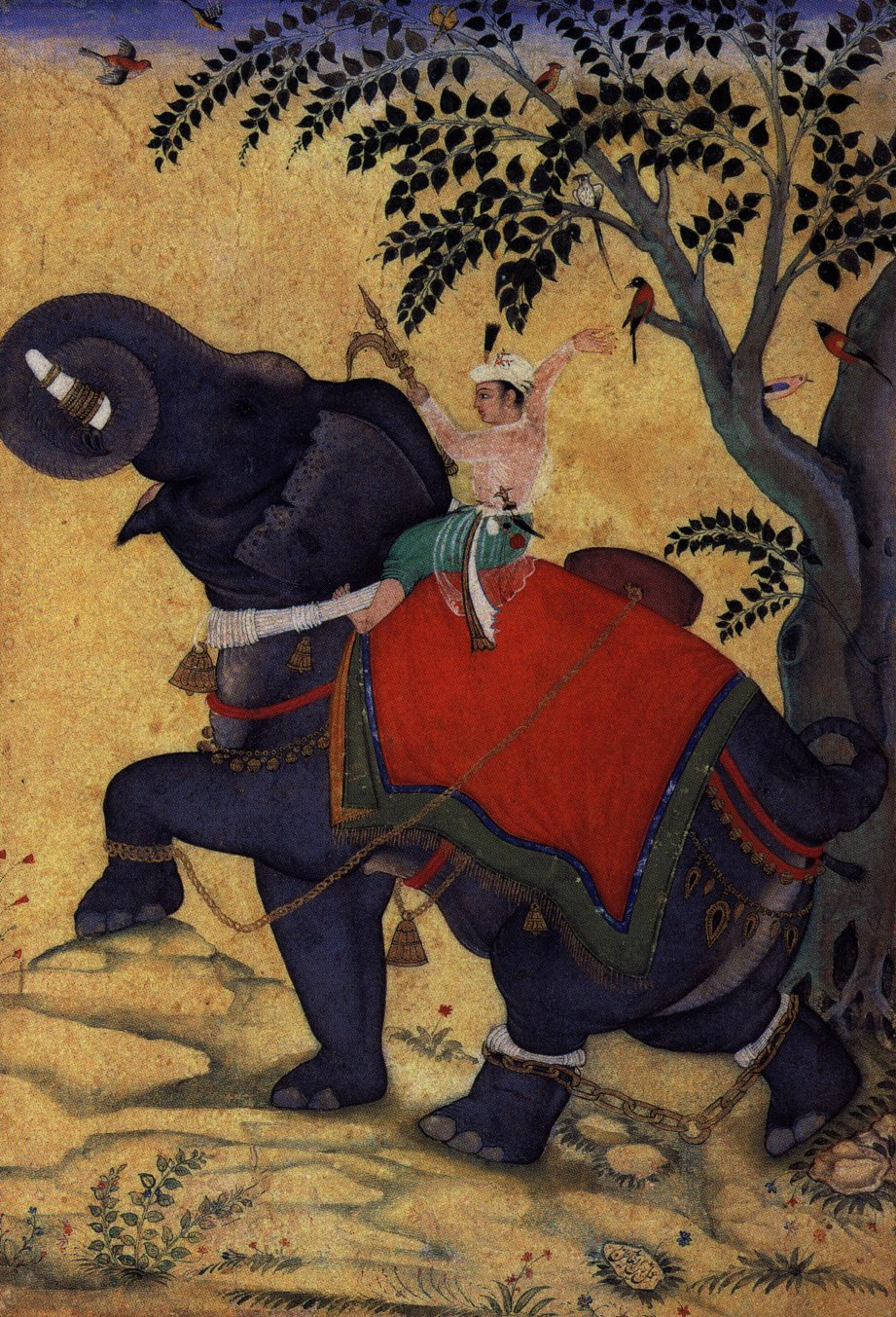
Mogolkeizer Akbar de Grote temt een olifant, afbeelding omstreeks 1609/1610

In de middeleeuwen werden olifanten in Europa nog maar zelden gebruikt als krijgsdier. Karel de Grote nam zijn olifant, Abul-Abbas, mee toen hij ging vechten tegen de Denen in 804, en de kruistochten gaven keizer Frederik II van het Heilige Roomse Rijk de mogelijkheid om een olifant te vangen in het Heilige Land, die later gebruikt werd bij de inname van Cremona in 1214.
Deense koningen kozen rond 1508 de krijgsolifant als het embleem van de Orde van de Olifant. De kracht van het dier maakte het tot een geschikt embleem.

#### India
Door het gebruik van krijgsolifanten, wederom in India door het sultanaat van Delhi, werden de veroveringen van Timoer Lenk bijna tot staan gebracht. In 1398 stond het leger van Timoer Lenk tegenover meer dan honderd Indische olifanten en verloor bijna, omdat de troepen zo bang waren. Historische geschriften vertellen dat de Timoeriden alsnog wonnen dankzij een ingenieuze strategie: Timoer Lenk plaatste voor de aanval brandend stro op de rug van kamelen. De rook zorgde ervoor dat de kamelen voorwaarts renden en de olifanten de stuipen op het lijf joegen, waarna ze hun eigen troepen verpletterden in een poging tot aftocht. Een andere beschrijving (van Ahmed ibn Arabshah) vertelt over een veldslag van Timoer Lenk waarin hij bovenmaatse voetangels gebruikte om de aanval van de olifanten te stoppen. Later gebruikte de Timoeridische leider de dieren tegen het Ottomaanse rijk.
Er staat geschreven dat koning Rajasinghe I, tijdens het beleg van het Portugese fort bij Colombo in Sri Lanka in 1558, een slagorde van 2200 olifanten had (Peris 1913). De hoogste officier van de koninklijke stallen werd de "Gaja Nayake Nilame" genoemd. Zijn assistent was de "Kuruve Lekham", die de Kuruwe of olifantmannen controleerde. De training van krijgsolifanten was de taak van de Kuruwe stam onder hun eigen Muhandiram.

#### Thailand

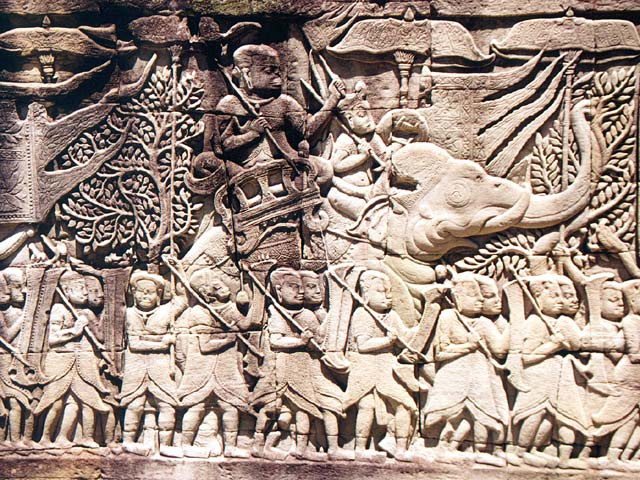
Het leger van het Khmer-rijk voert oorlog met krijgsolifanten tegen het volk van de Cham. Reliëf in de Bayontempel in Angkor, Cambodja, late twaalfde/begin dertiende eeuw.

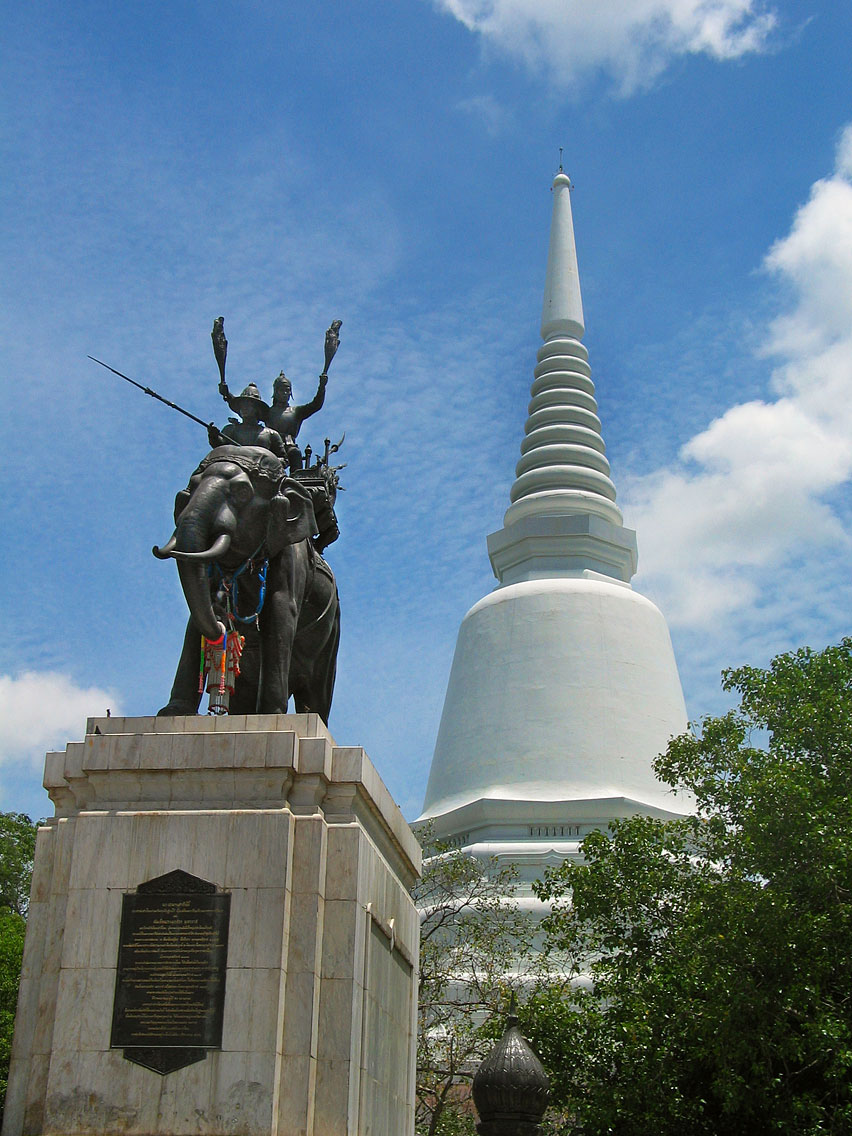
Monument van de Thaise Koning Naresuan op een krijgsolifant, Don Chedi, Thailand

In het huidige Birma (Myanmar), Thailand en Cambodja werden ook krijgsolifanten ingezet tijdens oorlogen. Een beroemde slag vond plaats in 1591, toen het Birmese leger het Thaise koninkrijk Ayutthaya aanviel. De Birmese kroonprins Minchit Sra werd in een gevecht van man tot man op de rug van een olifant gedood door de Thaise koning Naresuan. Dit gevecht, dat plaatshad in Nong Sarai (Suphanburi), beëindigde de oorlog.

#### Opkomst van het buskruit
Met de introductie van buskruit op het slagveld in de late 15e eeuw verdwenen krijgsolifanten als aanvalswapen, aangezien zij nu eenvoudig neergehaald konden worden door een kanonschot. Tot en met de Eerste Wereldoorlog was het echter gebruikelijk om olifanten te trainen voor militaire doeleinden anders dan het gevecht, vooral in gebieden waar zij taken konden uitvoeren die problematisch zouden zijn voor de machinerie. In het achttiende-eeuwse India werden ze gebruikt om zwaar veldgeschut te trekken.

### Moderne tijd

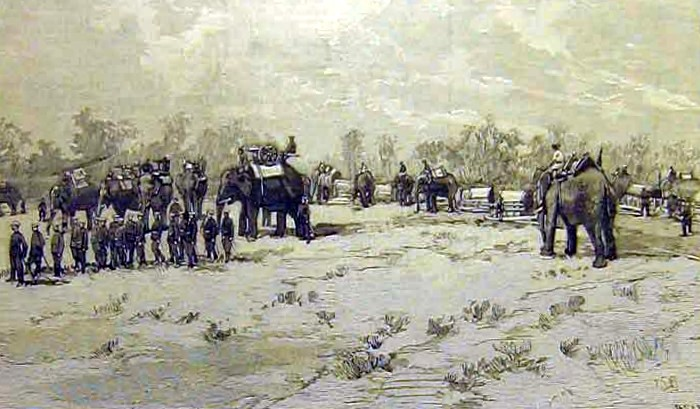
Artillerie op olifanten van Siam in de strijd tegen de Fransen in Laos, 1893.

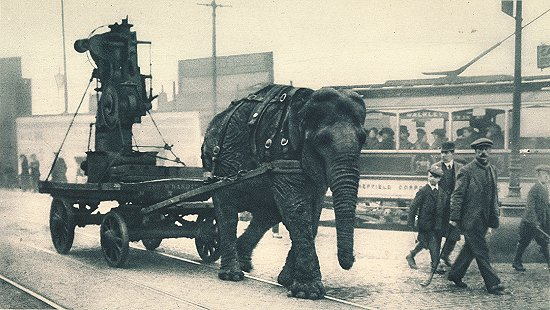
Tijdens de Eerste Wereldoorlog verplaatsten olifanten zwaar materieel. Deze werkte in een munitieopslag in Sheffield.

Tegenwoordig zijn olifanten voor het leger waardevoller door het geld dat hun ivoor opbrengt dan als transportmiddel. Vele duizenden olifanten zijn tijdens burgeroorlogen omgekomen door stroperij. In een U.S. Special Forces-handboek worden ze nog altijd (2004) ingedeeld als lastdieren, maar het inzetten van deze dieren door militair personeel wordt ontraden aangezien olifanten tot de bedreigde diersoorten horen. De laatste gerapporteerde toepassing van olifanten tijdens een oorlog was in 1987, toen Iran ze gebruikt zou hebben voor het vervoer van zware wapens in Kirkoek.

## Tactische toepassingen
Er waren vele militaire toepassingen voor olifanten. Ze konden zware lasten dragen voordat de komst van gemechaniseerde voertuigen hen vrijwel overbodig maakte. In het gevecht werden krijgsolifanten meestal midden in de linie geplaatst, waar ze een charge konden voorkomen, of van waaruit ze zelf in de aanval konden gaan.

### Aanval
Een charge van olifanten kan een snelheid behalen van zo'n 23 km/h, en kan, anders dan cavalerie, niet eenvoudig tegengehouden worden door infanterie met speren. Hun vermogen was gebaseerd op pure kracht: ze stormden de vijandelijke linie binnen, trapten en zwaaiden met de slagtanden. Wie niet werd verpletterd, werd in ieder geval opzijgeslagen of teruggedrongen. Bovendien joegen de olifanten de vijand die niet gewend was aan deze dieren, angst aan (zelfs de meest gedisciplineerde zoals het Romeinse leger), wat weer tot gevolg kon hebben dat het leger op de vlucht sloeg. Ook de cavalerie was niet veilig, omdat paarden niet gewend waren aan de geur van de olifanten en snel op hol sloegen. De dikke huid van de olifant maakte het bijzonder moeilijk om hem te doden of uit te schakelen, en hun hoogte en massa bood aanzienlijke bescherming voor hun berijders.

### Geschuttoren
Naast charges waren olifanten van belang als veilig platform voor boogschutters om hun pijlen af te vuren in het midden van een slagveld, waar zij beter op doelen konden richten. De kornak, de achter de oren gezeten ruiter en verzorger van een olifant, en de bijrijders op de olifant, hadden allen de beschikking over pijl-en-boog om aanstormende cavalerie of infanterie aan te vallen, en lange speren voor gevechten dichterbij. Het boogschieten evolueerde tot meer geavanceerde technieken, en verscheidene koningen van de Khmer en staten in India gebruikten enorme kruisbogen (vergelijkbaar met de ballista) om grote lange pijlen af te schieten die door de bepantsering heen ging, om zo andere krijgsolifanten of cavalerie te doden.
In de Punische oorlogen was een krijgsolifant zwaar gepantserd en droeg een toren op zijn rug, de howdah. In deze toren pasten drie krijgers, boogschutters of mannen gewapend met een sarissa, een zes meter lange speer. De veel kleinere bosolifanten die gebruikt werden in gevechten, waren niet sterk genoeg om een toren te dragen en hadden slechts een bemanning van twee of drie. De kornak was verantwoordelijk voor het mennen van het dier. Hij had een beitel en een hamer bij zich om de olifant te kunnen doden door de ruggengraat van het dier door te snijden wanneer het op hol dreigde te slaan.
De late 16e eeuw bracht ook de toepassing van kleine kanonnen (veldslangen) op olifanten, en werden nog schutters met een haakbus op een olifant gebruikt, maar de komst van buskruit maakte de grote en relatief trage krijgsolifant uiteindelijk overbodig.

### Verdediging
In de geschiedenis van Sri Lanka is beschreven hoe zware ijzeren ketens met stalen ballen aan het einde, opgehangen werden aan de slurf van olifanten, die getraind waren om ze met grote behendigheid dreigend rond te zwaaien. Dit was een zeer effectieve manier om oprukkende troepen van zich af te houden.

### Intimidatiemiddel
Jayantha Jayawardhene neemt het standpunt in dat olifanten eigenlijk niet betrouwbaar waren in gevechten, behalve als middel om de vijand te intimideren: "Het bleek dat zij schichtig waren en snel schrokken van onbekende geluiden, en om deze reden stonden zij erom bekend dat ze snel op de vlucht sloegen".

### Verweer tegen olifanten
De olifanten hadden de neiging om zelf in paniek te raken: al na bescheiden verwondingen, of wanneer de berijder gedood werd, konden ze razend worden, en daarbij lukraak slachtoffers maken op hun vlucht. Hun terugtocht in paniek kon zware verliezen toebrengen aan beide zijden. Ervaren Romeinse infanterie probeerde daarom de slurf af te hakken, wat onmiddellijk tot paniek zou leiden, met de bedoeling de olifant terug te laten rennen in de eigen linie. Snelle hulptroepen bewapend met werpsperen werden ook toegepast om olifanten weg te jagen, omdat werpsperen en andere typen wapens olifanten gek konden maken. De paardensport tentpegging is ontstaan uit de training van paardencavalerie om krijgsolifanten ofwel uit te schakelen, ofwel op hun schreden terug te doen keren.